# Abysál

Označení zón volného moře podle hloubky (anglicky):
epipelagiál (0-200 m)
mezopelagiál (200-1000 m)
batyál (1000-4000 m)
abysál (4000 m a níže)
hadál.

Abysál je označení pro pásmo nejhlubšího dna oceánu nebo hlubokých jezer. Je součástí mořského dna (bentálu), které se člení podle hloubky na litorál (kontinentální šelf, zhruba do hloubky 200 m), batyál (prostředí kontinentálních svahů), abysál (prostředí hlubokomořských rovin) a hadál (prostředí hlubokomořských příkopů). Slovo abyss pochází z řečtiny a znamená bezedné moře, propast, nebo peklo.

## Poloha
V mořích se poloha abysálu udává mezi 4000 a 6000 metry pod hladinou, plocha abysálních plání zahrnuje většinu dna oceánů a zabírá přes 80 % veškerého bentického prostředí v mořích. Do hloubky abysálu neproniká sluneční světlo a veškerý život se tu odehrává ve věčné tmě. Tlak vody zde dosahuje až 76 MPa. Teplota se pohybuje většinou okolo 2 – 3 °C, ve Středozemním moři je to však 13 – 15 °C.

## Fauna
Mají většinou redukované vidění, světélkují (bioluminiscence), jsou načervenalí či průhlední (hlavonožci (např. krakatice) a další měkkýši, bradatice, sumýši, mnohoštětinatci, korýši, ďasové, platýsi), v okolí hlubokomořských termálních či sirných pramenů se vyskytují chemotrofní bakterie využívající energii oxidace sirných a železnatých sloučenin.

## Sedimentace
Oblast abysálu je v tzv. pelagickém prostředí, tedy v oblasti vzdálené od pevniny, proto tam nedosahuje vodní transport materiálu z břehů. Hlavním zdrojem materiálu pro sedimentaci je pomalé vypadávání velmi malých částic z vodní suspenze. Rychlost sedimentace v pelagickém prostředí abysálu je tedy velmi nízká, řádově několik milimetrů mocnosti sedimentu za tisíc let. Tyto částice mohou být biogenní - schránky planktonních a nektonních organismů, nebo abiogenní - částice naváté větrem z kontinentu, materiál vznikající při podmořských vulkanických erupcích a kosmický prach. Sedimentací abiogenních částic vznikají rudé a zelené oceánské jíly. Sedimentací biogenních částic vznikají vápnitá bahna nebo křemitá bahna, nazývaná podle hlavní biogenní složky: vápnitá globigerinová bahna (podle planktonních foraminifer), vápnitá pteropodová bahna (podle planktonních plžů), křemitá radiolariová bahna (podle radiolárií) nebo křemitá diatomová bahna (podle rozsivek). Hlavním kritériem pro sedimentaci vápnitých nebo křemitých bahen je karbonátová kompenzační hloubka.